# HD 46568
HD 46568，又名CD-37 2889，SAO 196917、HR 2399，是一颗恒星，视星等为5.24，位于銀經246.04，銀緯-19.72，其B1900.0坐标为赤經6h 28m 55.7s，赤緯-37° -19.72′ 13″。